# Parc zoologique de Rostov
Le Parc zoologique de Rostov est l'un des plus grands zoos de Russie, couvrant près de 90 hectares. Situé à Rostov-sur-le-Don, ce zoo abrite plus de 5 000 animaux, y compris des espèces très rares comme le Tigre de Sibérie.

## Histoire
Le parc zoologique a été fondé en juin 1927 sur la base d'une école zoologique. Vladimir Kegel était le premier directeur du Zoo. La collection d'animaux de l'école a été déplacée à la périphérie de la ville à l'automne de 1929. 
En 1930, des animaux exotiques, tels que des éléphants, des lions, des tigres, des pumas, des léopards, des crocodiles, des lions de mer, des pythons, des singes, des perroquets, des lamas et des autruches ont été ajoutés au zoo. Ils ont été confisqués en raison de dettes fiscales d'un zoo privé d'Anatoly Filatov, qui a été en tournée à Rostov sur la place du théâtre,.
En 1935, la population du zoo a connu une augmentation significative de la quantité d'oiseaux nouveau-nés. En conséquence, Rostov a fourni ces oiseaux aux zoos tout autour de l'Union Soviétique aussi bien qu'aux zoos en Chine et en Roumanie.
Le 5 septembre 2009, le zoo de Rostov a reçu trois éléphants du zoo de Berlin en échange d'un ours polaire . En décembre 2010, un bébé éléphant est né au zoo.